# Villie
Villie är kyrkbyn i Villie socken och är en del av tätorten Rydsgård i Skurups kommun. 
I Villie finns Villie kyrka med Sveriges sydligaste klockstapel och prästgård.
Genom Villie går Europavägen E 65 mellan Ystad och Malmö samt den år 1874 invigda Malmö-Ystads järnväg (MYJ) som i folkmun kallas "Grevebanan" eftersom det var slottsfolket längs banan som var främste tillskyndare för att få igång järnvägstrafiken.
Villie delades tidigare i två delar, Norra och Södra Villie. Den norra delen flyttades till kyrkbyn för cirka 200 år sedan och i dag finns nästan ingenting kvar av Norra Villie. Villiegården är en av de gårdar som ligger kvar på sin ursprungliga plats norr om kyrkbyn.
I Villie fanns tills för några år sedan två skolor, handelsbod, bryggerinederlag, smedja, bilverkstad m.m.